# Ca Marcó (Ginestar)
Ca Marcó és un edifici de Ginestar (Ribera d'Ebre) que forma part de l'Inventari del Patrimoni Arquitectònic de Catalunya. És una obra situada dins del nucli urbà de la vila de Ginestar, al bell mig del terme i amb la façana principal orientada a l'extrem de llevant del carrer Ample. És un edifici bastit vers l'any 1904, com ho testimonia la data que presideix la llinda de la porta principal.

## Descripció
És una casa entre mitgeres de planta rectangular formada per cinc crugies perpendiculars a la façana principal, distribuïda en baixa, pis i golfes i amb la coberta de teula de dues vessants. Totes les obertures són rectangulars, n'hi ha cinc per planta i estan organitzades seguint els eixos verticals que marquen les crugies. El portal d'accés, centrat al mig del parament, presenta l'emmarcament de pedra motllurat, amb la clau de la llinda destacada i gravada amb la data 1904. A banda i banda de la porta hi ha dues finestres, tot i que actualment una d'elles ha estat reconvertida en porta. Al pis, les obertures tenen sortida a quatre balcons exempts amb les llosanes motllurades i baranes de ferro decorades. Els finestrals tenen els emmarcaments arrebossats, amb la part superior motllurada. El central presenta un motiu decoratiu floral al centre de la llinda. Les obertures de les golfes són petites finestres amb els emmarcaments arrebossats i petites baranes de ferro. L'espai delimitat entre finestra i finestra està decorat amb pintures murals de temàtica floral, a manera de plafons rectangulars. Al pis també es conserven restes de pintura mural, mal conservades. La façana està rematada per una cornisa motllurada damunt la que s'assenta una barana d'obra decorada amb motius calats. La resta de la construcció està arrebossada i pintada.